# Polvision
Polvision – jedyna polskojęzyczna stacja telewizyjna poza granicami Polski, nadająca program 24 godziny na dobę, 7 dni w tygodniu w Chicago, dla mieszkającej tam Polonii Amerykańskiej. Od początku swojego istnienia, od 1987 roku do dziś Polvision to jedyny wielogodzinny program w języku polskim dostępny dla Polonii bezpłatnie, na otwartej antenie.

## Charakterystyka
Lokalna telewizja polonijna, skoncentrowana na wiadomościach istotnych dla Polonii w Chicago. W ciągu ponad 30 lat swojego istnienia Telewizja Polvision nagrała setki godzin materiału, stając się tym samym jedynym w swoim rodzaju archiwum życia polonijnego.  Telewizja Polvision nadaje 24 godziny (łącznie z powtórką programu) na dobę z jednego z najwyższych budynków mieszkalnych w downtown Chicago – John Hancock Center. Program jest dystrybuowany za pomocą nadajników naziemnych w Chicago na kanale cyfrowym 24.4 a także w sieci kablowej Comcast na kanale 397.
W marcu 2008 telewizja Polvision jako jedna z pierwszych telewizji etnicznych zrezygnowała z analogowego nadawania naziemnego na rzecz cyfrowego nadawania. Od tego też czasu TV Polvision zaczęła naziemnie nadawać swój program tylko na kanale 26.6 a później 24.4
Zasięg naziemny stacji obejmuje część miasta Chicago oraz najbliżej położone przedmieścia.
Założycielem i właścicielem Polvision jest polonijny biznesmen Walter Kotaba, także właściciel Polnet Communications Ltd, firmy która obejmuje sieć polskojęzycznych rozgłośni radiowych w IL i NY/NJ oraz inne stacje etniczne.  Telewizja Polvision powstała w 1987 roku. Jej pierwszym redaktorem naczelnym był Maciej Wierzyński, później redaktor naczelny nowojorskiego „Nowego Dziennika”.
Program telewizji Polvision oferuje codzienny lokalny program informacyjny „Monitor”, często z udziałem zaproszonych gości, programy edukacyjne, kulturalne, patriotyczne, rozrywkowe i o charakterze poradnikowym dla Polonii zamieszkałej w Chicago i okolicach. Programy Telewizji Polvision można także oglądać w internecie, na oficjalnej stronie www.polvision.com